# Comodor de l'aire

Insígnia d'espatlla d'un Comodor de l'Aire de la RAF

Un comodor de l'aire (en anglès Air Commodore, abreujat Air Cdre a la RAF, AIRCDRE a la RNZAF i a la RAAF, A/C a l'antic RCAF) és un rang de la RAF, així com a diverses forces aèries més de països de la Commonwealth. Se situa entre Capità de Grup i Vicemariscal de l'Aire.

## Preeminència
Comodor de l'Aire és un rang d'1 estrella i té el codi OF-6 a l'OTAN. És equivalent a Comodor a la Royal Navy o a Brigadier a l'Exèrcit britànic o als Marines Reials.
El rang equivalent al Cos Auxiliar Femení de l'Aire (WAAF), al Cos Femení de l'Aire (WRAF) i al Servei d'Infermeria de la Reial Força Aèria Princesa Maria (PMRAFNS) era Comandant de l'Aire (Air Commandant)
El rang de Mariscal de l'Aire és immediatament superior al de Capità de Grup, i immediatament subordinat al de Vicemariscal de l'Aire.

## Orígens
L'[[1 d'abril de 1918, la recentment creada RAF adoptà els seus títols d'oficial dels de l'Exèrcit britànic, i els oficials que actualment són comodors de l'aire eren brigadiers. En resposta a la proposta que la RAF hauria de fer servir els seus propis rangs, se suggerí que podria fer servir els de la Royal Navy, afegint el mot air al davant del títol naval. Com que l'Almirallat protestà per aquesta modificació dels seus títols, s'acordà que la RAF pogués crear els seus títols basant-se en els de la Navy. També es proposà que els rangs aeris es derivessin del mot Ardian, que derivava de la combinació dels mots gaèlics per ard (cap) i eun (ocell), amb la forma sense modificar d'Ardian pel rang equivalent a Almirall i Mariscal, i amb el terme Ardian de Vol o Quart Ardian emprat pel rang equivalent a un Brigadier i a un Comodor. Tanmateix, es preferí la fórmula Comodor de l'Aire i s'adoptà l'1 d'agost de 1919.

## Insígnia
La insígnia de rang consisteix en 1 barra blau cel (amb una franja negra als costats), al damunt d'una franja blau cel amb els costats negres més gruixuda. Es llueix a les bocamànigues o a les espatlles de l'uniforme de vol.
L'estendard d'un mariscal en cap de l'aire és una banda horitzontal en vermell, sobre un fons blau gris i una banda blau fosc a les puntes.
El distintiu per un vehicle mostra 1 estrella blanca sobre un fons blau

Insígnia de bocamàniga/espatlla de Comodor de l'Aire
Pendó de Comodor de l'Aire
Matrícula de Comodor de l'Aire

## Comodors de l'Aire honorífics

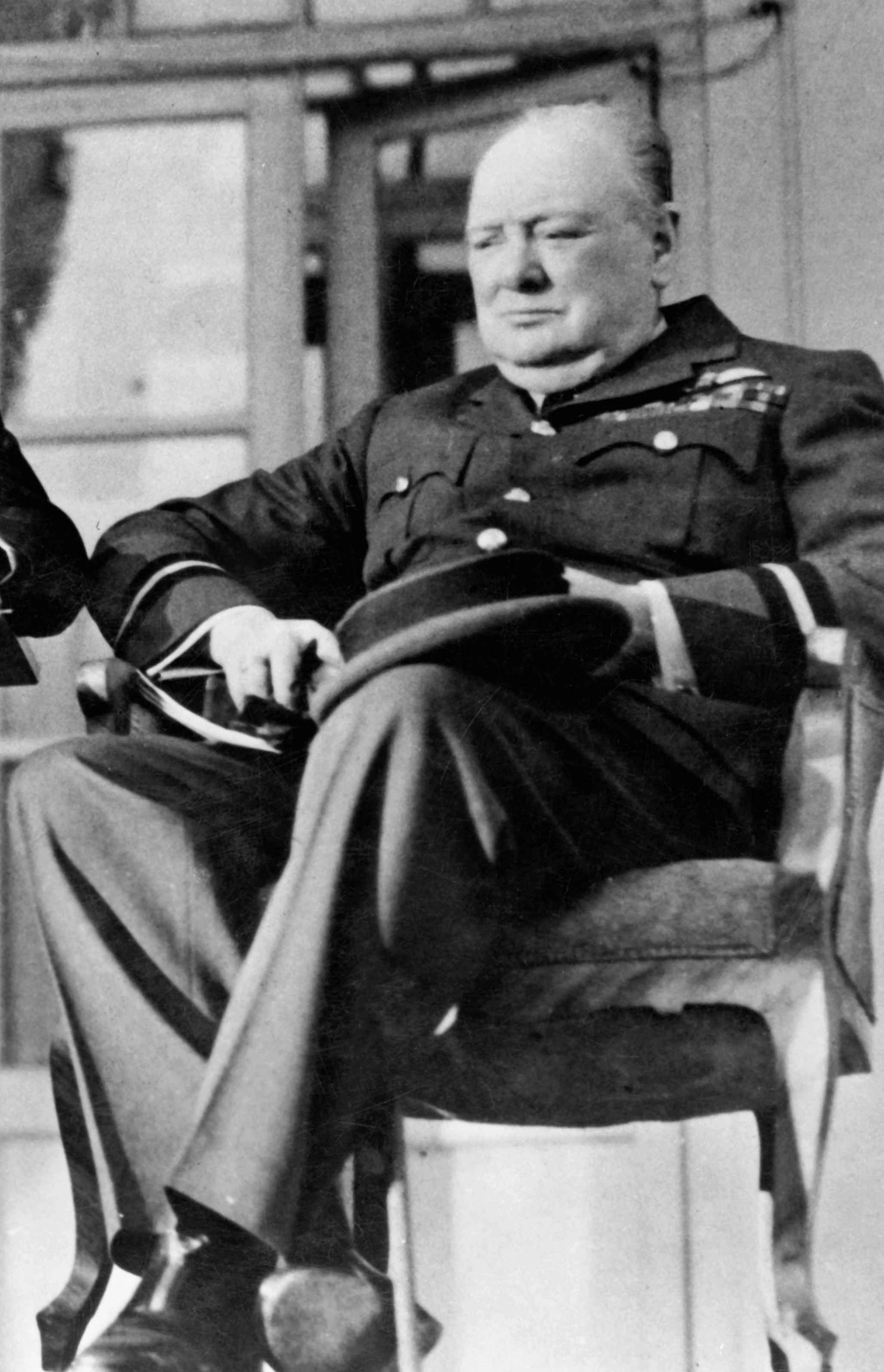
Churchill amb el seu uniforme de Comodor de l'Aire a la Conferència de Teheran al 1943

Els esquadrons de caces i les estacions de caces poden tenir Comodors de l'Aire honorífics. Per exemple, el Príncep Carles és Comodor de l'Aire honorífic de RAF Valley, i Winston Churchill ho era del 615è Esquadró.